# Saison 1972-1973 du MC Alger
 (septembre 2022).
Si vous disposez d'ouvrages ou d'articles de référence ou si vous connaissez des sites web de qualité traitant du thème abordé ici, merci de compléter l'article en donnant les références utiles à sa vérifiabilité et en les liant à la section « Notes et références ».
 (septembre 2022).
- Si vous ne connaissez pas le sujet, laissez ce bandeau (vous pouvez alors contacter les auteurs).
- Si vous supprimez le contenu mis en cause (vous pouvez préalablement contacter les auteurs),

argumentez précisément cette suppression dans la page de discussion
(un manque de référence n'est pas un argument ; une recherche réelle de référence doit avoir été effectuée, être formellement documentée).
Cet article traite la saison 1972-1973 du Mouloudia d'Alger. Les matchs se déroulent essentiellement en Championnat d'Algérie de football 1972-1973, mais aussi en Coupe d'Algérie de football 1972-1973 et la Coupe Maghrebine.

## Seconde coupe d'Algérie
Le succès appelle le succès, les hommes partent les victoires restent. Ali Benfedda passa le témoin à un authentique enfant du Mouloudia et ancien grand joueur du club, en l'occurrence Smaïl Khabatou appelé oncle Smaïl par respect à son passé glorieux et son immense savoir dans le domaine footballistique.
L'expérience de ce chevronné permit au MCA de remporter la seconde coupe d'Algérie de son histoire face au même adversaire, le voisin et rival de toujours l'USM Alger.Le 19 juin 1973 dans un stade du 5 juillet archi-comble, le Mouloudia donna la réplique à un onze usmiste revenchard. La finale débutera sous le signe de l'offensif, Attoui l'attaquant des rouge et noir ouvrit le bal à la 18e sur une action bien construite. Moins d'une vingtaine de minutes se sont écoulées lorsque Bachi, bien servi par Draoui, remit les pendules à l'heure. Le MCA égalisa mais allait perdre Draoui blessé à la suite de cette action qui relança le match. Maître Khabatou entra alors en scène, en tentant un coup de poker mémorable en lançant Kaoua, gardien de but au poste d'attaquant en sacrifiant le jeune Ali Bencheikh à cause du règlement de l'époque qui exigeait d'une équipe d'avoir, seulement, deux remplaçants et comme le défenseur Azzouz avait pris la place d'Aizel, le choix du second remplaçant s'est porté sur le gardien de but. Jouant pour la première fois comme joueur de champ, Kaoua s'avéra un attaquant redoutable, puisque dès la 6e minute de la première prolongation, il signera le second but du Mouloudia (96e) sur un tir rageur. Bousri et Betrouni corsent la note à la 106e et la 116e minutes du jeu avant que Attoui ne réussissent son doublé à l'ultime minute du jeu. De l'avis des puristes cette finale fut un grand moment de football. Le capitaine Bachi brandit la seconde coupe d'Algérie du MCA dans une ambiance de folie. 
En championnat le MCA termine à deux doigts d'un doublé. Pour seulement deux points, les Mouloudéens n'ont pas conservé leur titre mais se consoleront avec le titre symbolique de la meilleure attaque du championnat (56 buts) et le plus grand nombre de victoires (15).

## Championnat

### Résultats
| Division 1 Journée 1 | MC Alger | 1-2 | MO Constantine | Bologhine             |
|                      |          |     |                | Arbitrage : Benchedad |

| Division 1 Journée 2 | USM Blida | 2-4 | MC Alger | Stade Brakni        |
|                      |           |     |          | Arbitrage : Mohandi |

| Division 1 Journée 3 | RC Kouba | 0-1 | MC Alger | Stade du 5 juillet 1962 |
|                      |          |     |          | Arbitrage : Chihani     |

| Division 1 Journée 4 | MC Alger | 5-1 | ASM Oran | Stade du 5 juillet 1962 |
|                      |          |     |          | Arbitrage : Lahmar      |

| Division 1 Journée 5 | JS Djidjel | 0-3 | MC Alger | Djidjel            |
|                      |            |     |          | Arbitrage : Mokhfi |

| Division 1 Journée 6 | MC Alger | 1-2 | USM Bel-Abbès | Stade du 5 juillet 1962 |
|                      |          |     |               | Arbitrage : Bakir       |

| Division 1 Journée 7 | JS Kabylie | 1-0 | MC Alger | Stade Oukil Ramdane   |
|                      |            |     |          | Arbitrage : Benyelles |

| Division 1 Journée 8 | MC Alger | 1-0 | ES Setif | Stade du 5 juillet 1962 |
|                      |          |     |          | Arbitrage : Daho        |

| Division 1 Journée 9 | CS Constantine | 1-1 | MC Alger | Stade Benabdelmalek   |
|                      |                |     |          | Arbitrage : Benchedad |

| Division 1 Journée 10 | MC Alger | 4-1 | CR Belcourt | Stade du 5 juillet 1962 |
|                       |          |     |             | Arbitrage : Chihani     |

| Division 1 Journée 11 | NA Hussein Dey | 3-3 | MC Alger | Stade du 5 juillet 1962 |
|                       |                |     |          | Arbitrage : Hadj Daho   |

| Division 1 Journée 12 | MC Alger | 1-0 | MC Oran | Stade du 5 juillet 1962 |
|                       |          |     |         | Arbitrage : Mohandi     |

| Division 1 Journée 13 | GC Mascara | 1-1 | MC Alger | Stade municipal Mascara |
|                       |            |     |          | Arbitrage : Benghezal   |

| Division 1 Journée 14 | MC Alger | 2-1 | JSM Tiaret | Stade du 5 juillet 1962 |
|                       |          |     |            | Arbitrage : Bencheriet  |

| Division 1 Journée 15 | HAMR Annaba | 1-0 | MC Alger | Stade Chabou     |
|                       |             |     |          | Arbitrage : Kaid |

| Division 1 Journée 16 | MO Constantine | 2-2 | MC Alger | Stade Benabdelmalek |
|                       |                |     |          | Arbitrage : Mami    |

| Division 1 Journée 17 | MC Alger | 3-1 | USM Blida | Stade du 5 juillet 1962 |
|                       |          |     |           | Arbitrage : Bencheriet  |

| Division 1 Journée 18 | MC Alger | 2-2 | RC Kouba | Stade du 5 juillet 1962 |
|                       |          |     |          | Arbitrage : Benseddik   |

| Division 1 Journée 19 | ASM Oran | 0-0 | MC Alger | Stade Bouakeul       |
|                       |          |     |          | Arbitrage : Khellafi |

| Division 1 Journée 20 | MC Alger | 2-0 | JS Djidjel | Stade du 5 juillet 1962 |
|                       |          |     |            | Arbitrage : Benyelles   |

| Division 1 Journée 21 | USM Bel-Abbès | 1-2 | MC Alger | Stade des trois frères Amirouche |
|                       |               |     |          | Arbitrage : Khellafi             |

| Division 1 Journée 22 | MC Alger | 0-0 | JS Kabylie | Stade du 5 juillet 1962 |
|                       |          |     |            | Arbitrage : Benghezal   |

| Division 1 Journée 23 | ES Setif | 3-1 | MC Alger | Stade Mohamed Gussab |
|                       |          |     |          | Arbitrage : Mokhfi   |

| Division 1 Journée 24 | MC Alger | 4-0 | CS Constantine | Stade du 5 juillet 1962 |
|                       |          |     |                | Arbitrage : Benchedad   |

| Division 1 Journée 25 | CR Belcourt | 2-0 | MC Alger | Stade du 5 juillet 1962 |
|                       |             |     |          | Arbitrage : Benghezal   |

| Division 1 Journée 26 | MC Alger | 3-1 | NA Hussein Dey | Stade du 5 juillet 1962 |
|                       |          |     |                | Arbitrage : Benganif    |

| Division 1 Journée 27 | MC Oran | 5-2 | MC Alger | Stade Bouakeul        |
|                       |         |     |          | Arbitrage : Benghezal |

| Division 1 Journée 28 | MC Alger | 5-0 | GC Mascara | Stade du 5 juillet 1962 |
|                       |          |     |            | Arbitrage : Chihani     |

| Division 1 Journée 29 | JSM Tiaret | 1-0 | MC Alger | Stade Ait Abderrahim |
|                       |            |     |          | Arbitrage : Bakir    |

| Division 1 Journée 30 | MC Alger | 2-1 | HAMR Annaba | Bologhine             |
|                       |          |     |             | Arbitrage : Benyelles |

### Classement
| Place | Club           | Points | Joué | Victoire | Nul | Défaite | Buts pour | Buts contre | D i f f |
| ----- | -------------- | ------ | ---- | -------- | --- | ------- | --------- | ----------- | ------- |
| 1er   | JS Kabylie     | 69     | 30   | 13       | 13  | 4       | 42        | 28          | +14     |
| 2e    | NA Hussein Dey | 68     | 30   | 12       | 14  | 4       | 36        | 25          | +11     |
| 3e    | MC Alger       | 67     | 30   | 15       | 7   | 8       | 56        | 34          | +22     |
| 4e    | USM Bel-Abbès  | 63     | 30   | 13       | 7   | 10      | 42        | 29          | +13     |
| 5e    | HAMR Annaba    | 63     | 30   | 14       | 5   | 11      | 40        | 33          | +7      |
| 6e    | RC Kouba       | 62     | 30   | 11       | 10  | 9       | 43        | 32          | +11     |
| 7e    | MO Constantine | 62     | 30   | 14       | 4   | 12      | 46        | 38          | +8      |
| 8e    | JSM Tiaret     | 61     | 30   | 12       | 7   | 11      | 30        | 29          | +1      |
| 9e    | MC Oran        | 59     | 30   | 11       | 8   | 11      | 48        | 40          | +8      |
| 10e   | ES Sétif       | 59     | 30   | 12       | 5   | 13      | 36        | 34          | +2      |
| 11e   | USM Blida      | 59     | 30   | 9        | 11  | 10      | 40        | 45          | -5      |
| 12e   | CR Belcourt    | 58     | 30   | 10       | 8   | 12      | 30        | 35          | -5      |
| 13e   | ASM Oran       | 57     | 30   | 10       | 7   | 13      | 37        | 50          | -13     |
| 14e   | GC Mascara     | 53     | 30   | 7        | 9   | 14      | 26        | 57          | -31     |
| 15e   | CS Constantine | 51     | 30   | 5        | 11  | 14      | 28        | 48          | 20-     |
| 16e   | JS Djidjel     | 48     | 30   | 6        | 6   | 18      | 27        | 48          | -21     |

## Coupe d'Algérie
Le parcours du MC Alger en coupe d'Algérie 1972-1973 est

### Tours Préliminaires
| Coupe d'Algérie 1/32e de finale | MC Alger | 1-0 | NADIT | Stade du 20-août-1955 |
|                                 |          |     |       | Arbitrage : Osman     |

| Coupe d'Algérie 1/16e de finale | MC Alger | 2-1 | MSP Batna | Mohamed Guessab (Setif) |
|                                 |          |     |           | Arbitrage : Khellassi   |

| Coupe d'Algérie 1/8e de finale | MC Alger | 1-0 | MC Saïda | Stade Bouakeul (Oran) |
|                                |          |     |          | Arbitrage : Mohandi   |

| Coupe d'Algérie 1/4e de finale | MC Alger | 2-1 | JS Kabylie | Stade du 5 juillet 1962 |
|                                |          |     |            | Arbitrage : Bencheriet  |

| Coupe d'Algérie 1/2 finale aller | MC Alger | 1-0 | ASM Oran | Stade du 5 juillet 1962 |
|                                  |          |     |          | Arbitrage : Benghezal   |

| Coupe d'Algérie 1/2 finale retour | ASM Oran | 3-3 | MC Alger | Stade Bouakeul    |
|                                   |          |     |          | Arbitrage : Bakir |

### Finale
| 19 juin 1973                      | MC Alger                                            | 4-2 | USM Alger        | Stade du 5 juillet 1962, Alger |                      |
| 21h00 · Historique des rencontres | Bachi 36e · Kaoua 96e · Bousri 106e · Betrouni 116e |     | Attoui 18e, 120e | Spectateurs : 90 000           | Spectateurs : 90 000 |